# シュヴァーベン語
シュヴァーベン語（アレマン語・標準ドイツ語: Schwäbisch、バイエルン・オーストリア語: Schwobisch）は、高地ドイツ語の上部ドイツ語のうちアレマン語に属する一方言。主にアレマン系のシュヴァーベン人の言語とする。日本語の発音では「シュワーベン語」となる。

## 概要
ドイツ南西部のバーデン＝ヴュルテンベルク州東部・南東部シュヴァーベン地方をはじめ、バイエルン州南西部のバイエルン・シュヴァーベン地方、オーストリア西部のチロル州西北部ロイテ郡北部・西部などの地域で話される。

## 言語の特徴
標準ドイツ語で「Ich habe am Fenster gesessen.」とする文章がシュヴァーベン語では「I bin am Fenschter gesesse.」となり、郵便ポスト（Post）のことを「ポシュト」（Poscht）となる子音推移の破裂音の無声化による滑らかな発音の特徴がある。